# Euro Beach Soccer League 2000
L'Euro Beach Soccer League 2000 è la 3ª edizione di questo torneo.

## Calendario
| Data          | Paese                 | Città             | Stage   |
| ------------- | --------------------- | ----------------- | ------- |
| 3-4 giugno    | Francia (bandiera)    | Saint-Galmier     | Stage 1 |
| 1-2 luglio    | Spagna (bandiera)     | Palma de Mallorca | Stage 2 |
| 29-30 luglio  | Spagna (bandiera)     | Cadice            | Stage 3 |
| 12-13 agosto  | Portogallo (bandiera) | Vila Nova de Gaia | Stage 4 |
| 26-27 agosto  | Italia (bandiera)     | Cattolica         | Stage 5 |
| 2-3 settembre | Monaco (bandiera)     | Montecarlo        | Stage 6 |

## Squadre partecipanti
- Francia
- Germania
- Italia
- Paesi Bassi
- Portogallo
- Spagna

## Formato
Sono 6 le squadre che si affronteranno in altrettanti stage composti da semifinali, finalina e finale.
Ogni partita partita vinta vale 3 punti, se vinta ai supplementari o rigori 2. In più alla vincitrice dello stage verranno assegnati 3 punti bonus e 2 alla seconda classificata.
La somma dei punti guadagnati nei vari stage decreterà il campione finale.

## Stage

### Stage 1

#### Semifinali
| Squadra 1 | Risultato | Squadra 2   |
| --------- | --------- | ----------- |
| Germania  | 4-3       | Francia     |
| Italia    | 4-3 dts   | Paesi Bassi |

#### Finale 3º-4º posto
| Squadra 1 | Risultato | Squadra 2   |
| --------- | --------- | ----------- |
| Francia   | 5-3       | Paesi Bassi |

#### Finale
| Squadra 1 | Risultato | Squadra 2 |
| --------- | --------- | --------- |
| Italia    | 6-5       | Germania  |

### Stage 2

#### Semifinali
| Squadra 1  | Risultato | Squadra 2 |
| ---------- | --------- | --------- |
| Portogallo | 5-1       | Germania  |
| Spagna     | 7-4       | Italia    |

#### Finale 3º-4º posto
| Squadra 1 | Risultato | Squadra 2 |
| --------- | --------- | --------- |
| Germania  | 3-1       | Italia    |

#### Finale
| Squadra 1 | Risultato | Squadra 2  |
| --------- | --------- | ---------- |
| Spagna    | 2-1 dts   | Portogallo |

### Stage 3

#### Semifinali
| Squadra 1 | Risultato | Squadra 2  |
| --------- | --------- | ---------- |
| Italia    | 5-3       | Germania   |
| Spagna    | 4-2       | Portogallo |

#### Finale 3º-4º posto
| Squadra 1  | Risultato | Squadra 2 |
| ---------- | --------- | --------- |
| Portogallo | 6-4       | Germania  |

#### Finale
| Squadra 1 | Risultato | Squadra 2 |
| --------- | --------- | --------- |
| Spagna    | 4-2       | Italia    |

### Stage 4

#### Semifinali
| Squadra 1  | Risultato | Squadra 2   |
| ---------- | --------- | ----------- |
| Francia    | 6-1       | Paesi Bassi |
| Portogallo | 4-1       | Spagna      |

#### Finale 3º-4º posto
| Squadra 1 | Risultato | Squadra 2   |
| --------- | --------- | ----------- |
| Spagna    | 9-1       | Paesi Bassi |

#### Finale
| Squadra 1  | Risultato | Squadra 2 |
| ---------- | --------- | --------- |
| Portogallo | 9-7       | Francia   |

### Stage 5

#### Semifinali
| Squadra 1 | Risultato | Squadra 2   |
| --------- | --------- | ----------- |
| Germania  | 9-7       | Paesi Bassi |
| Francia   | 4-2       | Italia      |

#### Finale 3º-4º posto
| Squadra 1 | Risultato | Squadra 2   |
| --------- | --------- | ----------- |
| Italia    | 8-7       | Paesi Bassi |

#### Finale
| Squadra 1 | Risultato | Squadra 2 |
| --------- | --------- | --------- |
| Francia   | 9-2       | Germania  |

### Stage 6

#### Semifinali
| Squadra 1  | Risultato | Squadra 2   |
| ---------- | --------- | ----------- |
| Portogallo | 10-1      | Paesi Bassi |
| Spagna     | 5-3       | Francia     |

#### Finale 3º-4º posto
| Squadra 1 | Risultato | Squadra 2   |
| --------- | --------- | ----------- |
| Francia   | 8-5       | Paesi Bassi |

#### Finale
| Squadra 1 | Risultato | Squadra 2  |
| --------- | --------- | ---------- |
| Spagna    | 6-5       | Portogallo |

## Classifica finale
| 1 | Spagna      | 8 | 6 | 1 | 1 | 38 | 22 | +16 | 20 | 4 | 3 | 0 | 9 | 29 | Campione |
| 2 | Portogallo  | 8 | 5 | 0 | 3 | 42 | 26 | +16 | 15 | 4 | 1 | 2 | 7 | 22 | Secondo  |
| 3 | Francia     | 8 | 5 | 0 | 3 | 45 | 31 | +14 | 15 | 4 | 1 | 1 | 5 | 20 | Terzo    |
| 4 | Italia      | 8 | 3 | 1 | 4 | 32 | 36 | –4  | 11 | 4 | 1 | 1 | 5 | 16 |          |
| 5 | Germania    | 8 | 3 | 0 | 5 | 31 | 42 | –11 | 9  | 4 | 0 | 2 | 4 | 13 |          |
| 6 | Paesi Bassi | 8 | 0 | 0 | 8 | 28 | 59 | –31 | 0  | 4 | 0 | 0 | 0 | 0  |          |